# تپه ده‌خراوه
تپه ده خراوه مربوط به سده‌های میانه دوران‌های تاریخی پس از اسلام است و در شهرستان سلسله (الشتر)، بخش مرکزی، دهستان دوآب، ۲۰۰ متری جنوب روستای عالم آباد سفلی واقع شده و این اثر در تاریخ ۳۰ بهمن ۱۳۸۶ با شمارهٔ ثبت ۲۱۱۲۳ به‌عنوان یکی از آثار ملی ایران به ثبت رسیده است.